# 채프먼 형제

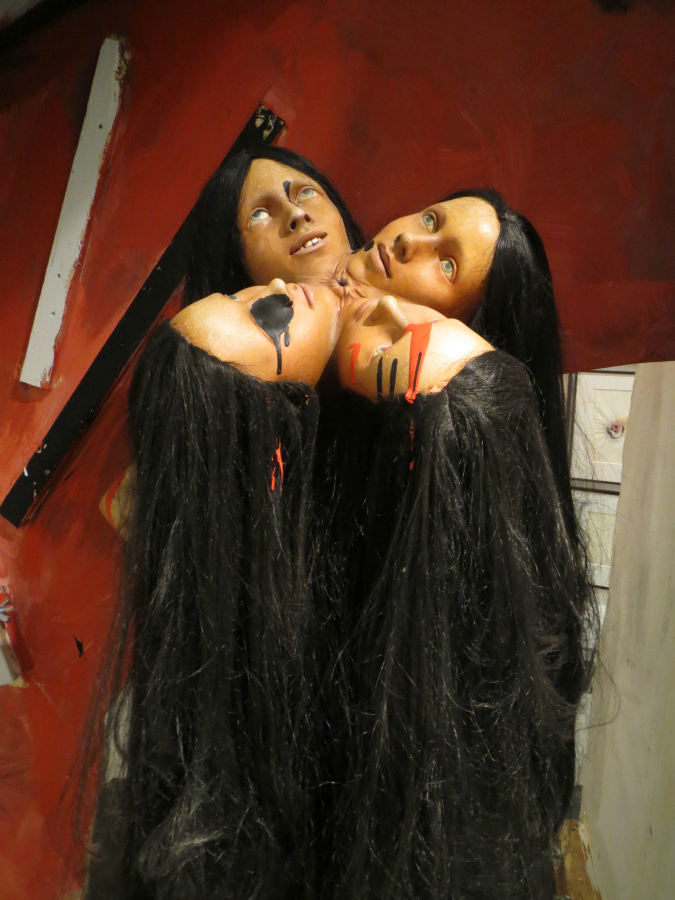
서펜타인 갤러리에서 열린 'Come and See' 전시된 채프먼 형제가 합성한 마네킹 부분들

이아코보스 "제이크" (1966년 생)와 콘스탄티노스 "디노스" (1962년 생)은 영국 시각예술가로, 공동 작업을 하는 채프먼 형제로 알려져있다. 그들은 의도적으로 충격적인 것들을 주로 다룬다(예로 2008년 아돌프 히틀러의 수채화 그림을 차용한 일련의 작업들이 있다.) 1990년 중반, 조각 작품들이 YBA 전시인 "Brilliant!"와 "Sensation"에 포함되었다. 2003년, 채프먼 형제는 연례 터너 프라이즈(Turner Prize)에 지명되었지만, 그레이슨 페리에게 넘겨주었다. 2013년, 페인팅 작품인 ""One Day You Will No Longer Be Loved |||"가 댄 브라운의 채널 4 특집인 "위대한 미술 도난(The Great Art Robbery)"의 주제로 선정되었다.

## 생애와 경력
제이크, 디노스 채프먼은 각각 첼트넘, 런던에서 출생했다. 그들의 아버지는 영국 미술 교사였고, 어머니는 정통 그리스계 키프로스인이다. (그런 이유로 제이크는 정통 이아코보스의 축약의 영국식이고, 디노스는 전형적인 정통 콘스탄티노스의 축약이다. 그들은 첼트넘에서 자랐지만 헤스팅스로 이주해 지역의 종합 중등 학교인 윌리엄 파커 학교에 다니게된다. 디노스는 레이븐스본(ravensbourn) 미술대학에서 공부하고(1980-83), 제이크는 동 런던 대학 폴리테크닉에서 공부한다.(1985-88) 둘이 함께 왕립 예술 대학(Royal collage of Art)에 등록(1988-90)하기 전까지는, 예술가인 길버트 앤 조지의 보조로 함께 일했다.

### 미술 공동작업
그들은 1991년부터 공동작업을 시작했다. 형제는 자주 플라스틱 모델이나 유리 섬유, 마네킹을 사용했다. 83가지 장면의 고문과 (육체)손상을 다룬 초기 작업들은 프란시스 고야의 엣칭작업인 전쟁의 참상(차후에 채프먼 형제가 작은 3D 플라스틱 모델로 재현한 작품들. 그 중 한 장면은 실물 크기인 Great Deeds Against the Dead로 만들어져 Zygotic Acceleration, Biogenetic, De-Sublimated Libidinal Model(1000배 확대)와 함께 1997년 센세이션전에 전시되었다.)을 상기시킨다.
채프먼 형제는 계속해서 해부학적이고 외설적인 기괴함을 일련의 어린이 마네킹을 이용하는데 종종 그것들을 생식기를 얼굴 부분에 조합시키기도 했다. 입체 작품인 Hell(2000)은 많은 양의 나치의 미니어쳐들이 9개의 유리 케이스 안에 나열되어 만(Swastica) 형상으로 배열된 작품이다. 2003년, Insult to Injury라는 이름의 일련의 작업은 고야의 에칭작업들에 우스꽝스러운 얼굴을 합쳤다. 이 작품에 대한 항변으로서 아론 바르슈악은 2003년 5월 회담 중이던 제이크채프먼에게 붉은 페인트 통을 던지기도 했다. 채프먼 형제의 전 작품들은 또한 윌리엄 블레이크, 오귀스트 로댕, 니콜라 푸생의 작업을 참조했다. 제이크채프먼은 Meatphysics(Creation Books, 2003)과 같은 책 뿐만 아니라 스스로 많은 일련의 소논문과 미술 비평을 쓰기도 했다. 채프먼 형제는 또한 동시대 예술가 한정판 작업의 일환으로 벡스(Beck's Brewery)맥주의 라벨을 디자인하기도 했다. 팀 버튼의 영화의 제목을 빌려, 2004년 "크리스마스 전 악몽"이라는 이름의 All Tomorrow's Parties 음악 페스티벌을 캠버 샌즈에서 계획했다. 2013년 10월에는 벤 무어가 큐레이팅한 사치 갤러리의 "Art Wars"에 참여했고 스톰트루퍼헬멧을 씀으로써 직접 작품의 일부가 되는 것으로 이슈가 되었다. 기금은 벤 무어가 설립한, 10년 째 행방불명인 그의 형 "톰"을 찾는 "잃어버린 톰 기금"에 쓰였다. 본 작업은 또한 아트 빌로우(Art Below)의 일환으로 레이젼트 파크 플랫폼에서 소개되기도 했다.